# Olympische Sommerspiele 1956/Gewichtheben – Bantamgewicht (Männer)
Bei den Olympischen Spielen 1956 in der australischen Metropole Melbourne wurde am 23. November im Royal Exhibition Building das Gewichtheben im Bantamgewicht für Männer ausgetragen.
Es gewann der US-Amerikaner Charles Vinci vor dem Sowjetrussen Wladimir Stogow sowie dem Iraner Mahmoud Namdjou.
Die Athleten traten im sogenannten Dreikampf gegeneinander an. Dieser umfasste neben den heute üblichen Disziplinen Reißen und Stoßen noch das Drücken. Dabei musste der Heber das Gewicht zuerst umsetzen und dann ohne Beineinsatz zur Hochstrecke bringen.
Laut den Wettkampfbestimmungen der International Weightlifting Federation (IWF) durfte das Körpergewicht jedes Boxers im Bantamgewicht nicht mehr als 56 kg betragen.

## Teilnehmende Nationen
Insgesamt nahmen 16 Sportler aus folgenden 13 Nationen teil.
| - Australien (1) - Birma (1) - Britisch-Guayana (1) - Taiwan (1) - Indien (1) - Iran (1) - Japan (2) | - Südkorea (2) - Pakistan (1) - Philippinen (1) - Sowjetunion (1) - Südafrikanische Union (2) - Vereinigte Staaten (1) |

## Ergebnis
Während des Wettkampfs wurden sechs Rekorde aufgestellt: Der Sieger Charles Vinci stellte mit 342,5 kg (total) und 105,0 kg im Reißen jeweils einen neuen Weltrekord auf. Auch 105,0 kg im Reißen schaffte der Zweitplatzierte Wladimir Stogow, der im Drücken mit ebenfalls 105,0 kg einen neuen olympischen Rekord aufstellte. Der Koreaner Yu In-ho stellte mit 135,0 kg einen neuen olympischen Rekord im Stoßen auf.
Anmerkung: KG = Körpergewicht; V1/2/3 = Versuch 1/2/3;  Weltrekord  /  Olympischer Rekord 
| Rang | Name               | Nation                | KG [ kg ] | total [ kg ] | Drücken [ kg ] | Drücken [ kg ] | Drücken [ kg ] | Reißen [ kg ] | Reißen [ kg ] | Reißen [ kg ] | Stoßen [ kg ] | Stoßen [ kg ] | Stoßen [ kg ] |
| Rang | Name               | Nation                | KG [ kg ] | total [ kg ] | V1             | V2             | V3             | V1            | V2            | V3            | V1            | V2            | V3            |
| ---- | ------------------ | --------------------- | --------- | ------------ | -------------- | -------------- | -------------- | ------------- | ------------- | ------------- | ------------- | ------------- | ------------- |
| 1    | Charles Vinci      | Vereinigte Staaten    | 56,0      | 342,5        | 100,0          | 105,0          | 105,0          | 100,0         | 105,0         | 107,5         | 127,5         | 132,5         | 135,0         |
| 2    | Wladimir Stogow    | Sowjetunion           | 56,0      | 337,5        | 100,0          | 105,0          | 107,5          | 97,5          | 102,5         | 105,0         | 127,5         | 132,5         | 132,5         |
| 3    | Mahmoud Namdjou    | Iran                  | 56,0      | 332,5        | 95,0           | 100,0          | 105,0          | 95,0          | 100,0         | 102,5         | 125,0         | 130,0         | 130,0         |
| 4    | Yu In-ho           | Südkorea              | 55,7      | 320,0        | 82,5           | 87,5           | 90,0           | 90,0          | 95,0          | 95,0          | 130,0         | 135,0         | 140,0         |
| 5    | Kim Hae-nam        | Südkorea              | 55,7      | 307,5        | 85,0           | 90,0           | 90,0           | 95,0          | 100,0         | 100,0         | 120,0         | 125,0         | 127,5         |
| 6    | Yoshio Nanbu       | Japan                 | 55,6      | 305,0        | 82,5           | 82,5           | 87,5           | 90,0          | 95,0          | 97,5          | 115,0         | 120,0         | 125,0         |
| 7    | Reg Gaffley        | Südafrikanische Union | 56,0      | 305,0        | 85,0           | 92,5           | 97,5           | 85,0          | 90,0          | 92,5          | 110,0         | 117,5         | 122,5         |
| 8    | Yukio Furuyama     | Japan                 | 55,8      | 302,5        | 85,0           | 90,0           | 92,5           | 87,5          | 92,5          | 92,5          | 115,0         | 120,0         | 125,0         |
| 9    | Song Re-nado       | China                 | 55,1      | 287,5        | 85,0           | 85,0           | 90,0           | 77,5          | 82,5          | 85,0          | 105,0         | 112,5         | 117,5         |
| 10   | Gaston Gaffney     | Südafrikanische Union | 55,7      | 285,0        | 82,5           | 87,5           | 92,5           | 80,0          | 85,0          | 87,5          | 112,5         | 117,5         | 117,5         |
| 11   | Aw Chu Kee         | Birma                 | 56,0      | 275,0        | 85,0           | 85,0           | 85,0           | 80,0          | 85,0          | 85,0          | 110,0         | 110,0         | 115,0         |
| 12   | Valli Asari Mookan | Indien                | 55,0      | 272,5        | 72,5           | 80,0           | 82,5           | 75,0          | 80,0          | 85,0          | 107,5         | 112,5         | 112,5         |
| 13   | Michael Swain      | Britisch-Guayana      | 55,5      | 272,5        | 75,0           | 80,0           | 82,5           | 82,5          | 87,5          | 87,5          | 110,0         | 115,0         | 115,0         |
| 13   | Charles Henderson  | Australien            | 55,5      | 272,5        | 72,5           | 77,5           | 77,5           | 85,0          | 90,0          | 90,0          | 105,0         | 110,0         | 115,0         |
| —    | Habib Rahman       | Pakistan              | 55,7      | 177,5        | 75,0           | 80,0           | 82,5           | 72,5          | 72,5          | 75,0          | 90,0          | 95,0          | 97,5          |
| —    | Pedro Landero      | Philippinen           | 55,7      | 0,0          | 95,0           | 95,0           | 95,0           |               |               |               |               |               |               |